# Myersina papuanus
 Myersina papuanus es una especie de peces de la familia de los Gobiidae en el orden de los Perciformes.

## Distribución geográfica
Se encuentra desde las Islas Penghu hasta el Mar de la China Meridional y Indonesia.

## Observaciones
Es inofensivo para los humanos.